# Antoni Palau i Queralt
Antoni Palau i Queralt (Tragó de Noguera, Província de Lleida, 1838 - Cosquín, Córdoba, Argentina, 1906), va ser un metge català, fundador del primer balneari termal de l'Argentina.

## Obres

### Termes de Rosario de la Frontera
El dia 1 d'abril de 1880, el doctor Antoni Palau va inaugurar a Rosario de la Frontera (província de Salta) el primer balneari d'aigües termals de la República Argentina i de Sud-amèrica. Les terres eren propietat de Melchora Figueroa de Cornejo, a qui les hi havia arrendat.
Palau va crear camins i va desmuntar l'àrea perquè es pogués construir un hotel, que en els seus inicis estava constituït per unes casetes de fusta pròximes a les fonts, on s'allotjaven els visitants.
L'any 1892 es va inaugurar l'edifici del Balneari i Hotel Termas, les aigües de les quals van participar en l'Exposició Universal de Chicago, als Estats Units.
El 1904 l'Aigua Palau és reconeguda la millor aigua mineral natural de taula del món en l'Exposició Universal de Saint Louis, als Estats Units.
El 1893 va començar a funcionar en el Balneari i Hotel Termas el primer casino de Sud-amèrica que va viure el seu període d'esplendor fins a mitjans dels anys 50.
L'any 1989 el Govern de la província de Salta el va declarar Monument Històric.
A més, Rosario de la Frontera dóna el nom de Dr. Antonio Palau a una de les seves grans avingudes i, recentment, s'ha constituït el Premi Palau a la Investigació Històrica.